# Lenarchus rillus
Lenarchus rillus är en nattsländeart som först beskrevs av Milne 1935.  Lenarchus rillus ingår i släktet Lenarchus och familjen husmasknattsländor. Inga underarter finns listade i Catalogue of Life.